# Liste der britischen Botschafter in Frankreich

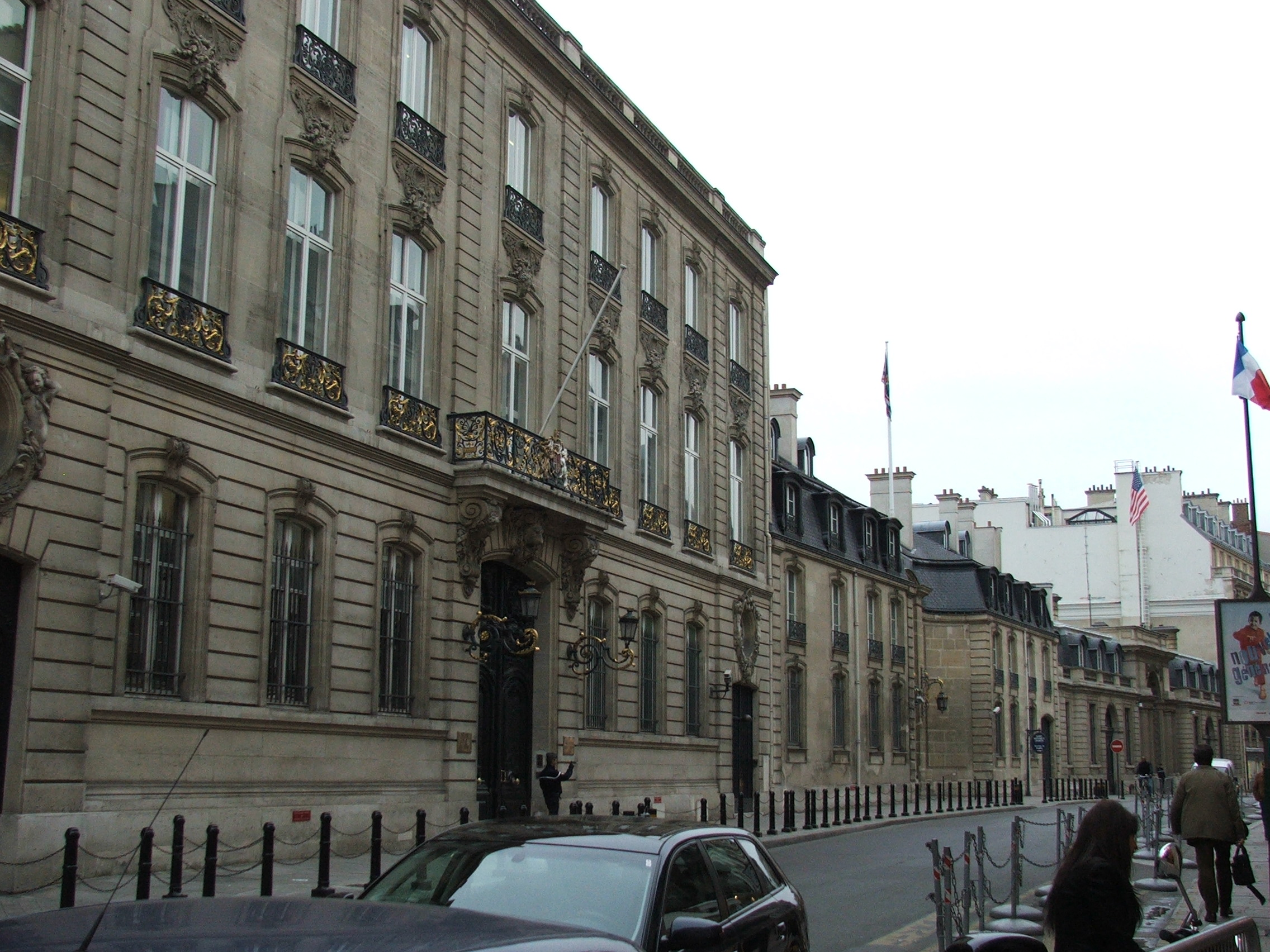
Die britische Botschaft Paris, Amtssitz des britischen Botschafters in Frankreich

Dies ist eine Liste der Botschafter des Vereinigten Königreichs in Frankreich.

## Liste der Botschafter
Verschiedene Aufstellungen der britischen Behörden zu den bisherigen Amtsträgern des Botschafterpostens in Frankreich gehen nur bis 1814 zurück, bis zum Ende der Koalitionskriege. Dementsprechend werden auch hier die früheren Botschafter nicht dargestellt.
- 1814–1815: Arthur Wellesley, 1. Duke of Wellington
- 1815–1824: Charles Stuart (späterer 1. Baron Stuart de Rothesay)
- 1824–1828: Granville Leveson-Gower, 1. Viscount Granville
- 1828–1830: Charles Stuart, 1. Baron Stuart de Rothesay
- 1830–1835: Granville Leveson-Gower, 1. Earl Granville (bis 1833 Granville Leveson-Gower, 1. Viscount Granville)
- 183500000: Henry Wellesley, 1. Baron Cowley
- 1835–1841: Granville Leveson-Gower, 1. Earl Granville
- 1841–1846: Henry Wellesley, 1. Baron Cowley
- 1846–1852: Constantine Phipps, 1. Marquess of Normanby
- 1852–1867: Henry Wellesley, 1. Earl Cowley
- 1867–1887: Richard Lyons, 1. Baron Lyons (ab 1881 Richard Lyons, 1. Viscount Lyons)
- 1887–1891: Robert Bulwer-Lytton, 1. Earl of Lytton
- 1891–1896: Frederick Hamilton-Temple-Blackwood, 1. Marquess of Dufferin and Ava
- 1896–1905: Edmund Monson
- 1905–1918: Francis Bertie (ab 1915 Francis Bertie, 1. Viscount Bertie of Thame)
- 1918–1920: Edward Stanley, 17. Earl of Derby
- 1920–1922: Charles Hardinge, 1. Baron Hardinge of Penshurst
- 1922–1928: Robert Crewe-Milnes, 1. Marquess of Crewe
- 1928–1934: William Tyrrell (ab 1929 William Tyrrel, 1. Baron Tyrrell)
- 1934–1937: George Russell Clerk
- 1937–1939: Eric Phipps
- 1939–1940: Ronald Hugh Campbell
- 1940–1944: Botschafterposten unbesetzt (deutsche Besetzung Frankreichs im Zweiten Weltkrieg)
- 1944–1947: Alfred Duff Cooper
- 1948–1954: Oliver Harvey
- 1954–1960: Gladwyn Jebb
- 1960–1965: Pierson John Dixon
- 1965–1968: Patrick Reilly
- 1968–1972: Christopher Soames
- 1972–1975: Edward Tomkins
- 1975–1979: Nicholas Henderson
- 1979–1982: Reginald Hibbert
- 1982–1987: John Fretwell
- 1987–1992: Ewen Fergusson
- 1993–1996: Christopher Mallaby
- 1996–2001: Michael Jay
- 2001–2007: John Holmes
- 2007–2011: Peter Westmacott
- 2012–2016: Peter Ricketts[2]
- 201600000: Julian King[3]
- 201600000: Susan le Jeune d’Allegeershecque (Geschäftsträgerin)[4]
- 2016–2021: Edward Llewellyn, Baron Llewellyn of Steep[5]
- 2021–0000: Menna Rawlings[6]